# 湍流普朗特数
湍流普朗特数（英語：turbulent Prandtl number，记作Prt）， 是流体力学中的一个无量纲量，表示动量涡流扩散系数与传热涡流扩散系数的比值，可用于湍流边界层的传热问题。根据雷诺比拟得到的湍流普朗特数的理论值为1。不过雷诺比拟有时会失效，通过实验得到的湍流普朗特数则为0.7到0.9不等，取决于流动的分子普朗特数及其他参数。

## 定义
动量涡流扩散系数{\displaystyle \varepsilon _{M}}与传热涡流扩散系数{\displaystyle \varepsilon _{H}}分别对应湍流中额外的表现剪应力与热通量（涡流扩散系数在层流中皆为零），其定义为
{\displaystyle -{\overline {u'v'}}=\varepsilon _{M}{\frac {\partial {\bar {u}}}{\partial y}}} 与 {\displaystyle -{\overline {v'T'}}=\varepsilon _{H}{\frac {\partial {\bar {T}}}{\partial y}},}
其中{\displaystyle -{\overline {u'v'}}}为湍流表观剪应力（雷诺应力），{\displaystyle -{\overline {v'T'}}}则为湍流表观热通量。于是，湍流普朗特数可定义为
{\displaystyle \mathrm {Pr} _{\mathrm {t} }={\frac {\varepsilon _{M}}{\varepsilon _{H}}}.}